# Chymomyza tetonensis
Chymomyza tetonensis är en tvåvingeart som beskrevs av Wheeler 1949. Chymomyza tetonensis ingår i släktet Chymomyza och familjen daggflugor. Inga underarter finns listade i Catalogue of Life.